# Colina Victoria
Colina Victoria är en ort i Mexiko.   Den ligger i kommunen Mazapa de Madero och delstaten Chiapas, i den sydöstra delen av landet, 900 km sydost om huvudstaden Mexico City. Colina Victoria ligger 2 186 meter över havet och antalet invånare är 123.
Terrängen runt Colina Victoria är kuperad åt sydväst, men åt nordost är den bergig. Runt Colina Victoria är det ganska tätbefolkat, med 214 invånare per kvadratkilometer. Närmaste större samhälle är Motozintla de Mendoza, 8,4 km norr om Colina Victoria. I omgivningarna runt Colina Victoria växer i huvudsak blandskog.